# ズラタン・ムスリモヴィッチ
ズラタン・ムスリモヴィッチ（セルビア・クロアチア語: Zlatan Muslimović、ボスニア語発音: [zlǎtan muslǐːmoʋitɕ]、1981年3月6日 - ）は、ボスニア・ヘルツェゴビナとスウェーデンの元サッカー選手。元ボスニア・ヘルツェゴビナ代表。ポジションはFW。

## クラブ歴
ハブIF、ヒュースクヴァーナFFの下部組織を経てIFKヨーテボリの下部組織に移籍した。また、1994-95シーズンにはフロアボールのチームでゴールキーパーとしてもプレーしていた。
2000年にウディネーゼ・カルチョに移籍。多くのクラブに期限付き移籍をしたが、2004-05シーズンにセリエC1のACリミニ1912で32試合15得点を記録しチームの昇格を助けた以外ではあまり揮わなかった。2007年にマルコ・モッタと入れ替わる形でアタランタBCに移籍したが、ルイジ・デルネーリ監督はあまり起用しなかった。
2008年7月22日にPAOKテッサロニキに3年契約で移籍。親善試合の古巣ウディネーゼ戦で移籍後初得点を記録し、サポーターからはアラニと呼ばれるようになった。しかし翌シーズンは怪我に苦しんだ。2010-11シーズンはUEFAヨーロッパリーグ 2010-11 予選で101分にフェネルバフチェSK相手に同点弾を叩き込んで本戦進出に大きく貢献した。しかしそれ以外ではあまり活躍が出来ず、2011年5月25日の試合で得点を記録したのがPAOKでの最終戦になった。
2012年2月20日、9ヶ月の無所属の末に中国サッカー・スーパーリーグの貴州人和に加入。4月8日に初得点を記録した。
2015年にNKザヴルチに移籍。翌年にFCコペルに移籍し、2017年に引退した。

## 代表歴
2006年にボスニア・ヘルツェゴビナ代表としてデビューしてから2011年まで出場した。2006年9月2日のUEFA EURO 2008予選・マルタ代表戦で代表初得点を記録した。2007年8月22日の親善試合・クロアチア代表戦ではハットトリックを記録したものの3-5で敗北した。代表最後の出場となったのは2011年9月2日のUEFA EURO 2012予選・ベラルーシ代表戦であった。